# Nikenike Vurobaravu
Nikenike Vurobaravu né le 3 décembre 1951,) est un diplomate et homme politique vanuatais, président de la république du Vanuatu depuis le 23 juillet 2022. Ayant auparavant été employé dans de nombreux bureaux gouvernementaux, notamment en tant que premier haut-commissaire résident aux Fidji, il a été élu président lors du huitième tour de l'élection présidentielle vanuataise de 2022,. Il est membre du parti politique Vanua'aku Pati (VP).

## Biographie

### Études, et carrière administrative et diplomatique
Vurobaravu est marié à Rima Vurobaravu,.
Il a obtenu un baccalauréat des arts de l'université du Pacifique Sud (USP) à Fidji en 1977. Vurobaravu a également obtenu sa maîtrise ds arts en études diplomatiques de l'université de Westminster au Royaume-Uni en 1993. Il s'est spécialisé dans la coopération au développement, l'analyse de la politique étrangère et la gestion des missions diplomatiques pendant ses études à l'Université de Westminster.
Vurobaravu a été le coordinateur du programme de réforme globale de Vanuatu pour la Banque asiatique de développement. Il a aussi été conseiller politique au Cabinet du Premier ministre de 2008 à 2010.
En 2014, Vurobaravu a été nommé haut-commissaire de Vanuatu aux Fidji, devenant ainsi le premier haut-commissaire résident du pays à résider à Suva dans l'histoire. Cependant, il a été rappelé à Vanuatu par le gouvernement de l'époque en 2015. Le 12 octobre 2017, le président de la République, Tallis Obed Moses, a nommé Vurobaravu pour un second mandat en tant que haut-commissaire aux Fidji. Vurobaravu a présenté ses lettres de créance au président fidjien Jioji Konrote le 14 novembre 2017.

### Président de la République
En août 2022, le gouvernement Loughman perd sa majorité parlementaire lorsque dix-sept députés quittent la majorité et rejoignent les bancs de l'opposition menée par Ralph Regenvanu, qui devient majoritaire. Ce dernier dépose alors une motion de censure pour contraindre le gouvernement à la démission et pour pouvoir former un gouvernement à sa place. Le Premier ministre Bob Loughman demande et obtient que le président Vurobaravu dissolve le Parlement et appelle la tenue d'élections anticipées, empêchant ainsi le vote au Parlement de la motion de censure,. À l'issue des élections législatives anticipées d'octobre 2022, Ishmael Kalsakau forme une coalition parlementaire majoritaire formée de huit partis, et est élu Premier ministre de Vanuatu par les députés le 4 novembre.